# Погар (заповідне урочище)
Пога́р — заповідне урочище місцевого значення в Україні. Об'єкт природно-заповідного фонду Івано-Франківської області. 
Розташоване на території Надвінянського району Івано-Франківської області, на південь від міста Надвірна. 
Площа 52,3 га. Статус надано згідно з облвиконкому від 19.07.1988 року № 128. Перебуває у віданні ДП «Делятинський лісгосп» (Любіжнянське л-во, кв. 15, вид. 27—31, 34). 
Статус присвоєно для збереження частини лісового масиву з високопродуктивними насадженнями бука віком понад 100 років.